# Орнитофауна Ленинградской области
Орнитофауна Ленинградской области включает в себя виды из 17 отрядов. Большинство птиц — это лесные, околоводные и водоплавающие птицы. Большее количество видов встречаются в регионе только в весенне-летний период. Через Ленинградскую область пролетают птицы, летящие на места или с мест зимовок Беломоро-Балтийским пролетным путём.
Самые обычные пролетные виды птиц: серый и белолобый гуси, морянка, серый журавль, различные виды куликов.
Самые многочисленные лесные птицы: большая синица, лазоревка, большой пестрый дятел, зяблик, рябинник, чёрный дрозд, сойка, серая ворона, пеночка-весничка.
Из водоплавающих птиц обычны чомга, кряква, хохлатая чернеть, озёрная чайка, сизая чайка.
В Санкт-Петербурге, других городах и поселках обычны сизый голубь, домовый воробей, большая синица, сорока и скворец.
На территории области находятся три крупных ООПТ, и несколько десятков более мелких. Крупные — Нижнесвирский заповедник, заказник Мшинское болото и природный парк Вепсский лес.
Разных видов птиц в Ленинградской области насчитывается 300,из которых 93 постоянных обитателей с гнёздами. 